# Burkholderia cenocepacia
Burkholderia cenocepacia es un género de  bacteria Gram-negativa común en el medio ambiente que puede causar enfermedades a las plantas. Es un patógeno oportunista, cuyas infecciones son comunes en pacientes con fibrosis quística y enfermedad granulomatosa crónica, que son a menudo fatales. Antiguamente se incluía en B. cepacia, que ha sido dividida en nueve especies, de las cuales B. cenocepacia es una de las estudiadas más intensivamente.